# Mercurio Chileno
Florae Austriaceae (abreviado  Merc. Chil.) fue una revista científica con ilustraciones y descripciones botánicas que fue publicada en Santiago de Chile desde 1828 a 1829, publicándose 16 números.